# Phyllanthus maleolens
Phyllanthus maleolens là một loài thực vật có hoa trong họ Diệp hạ châu. Loài này được Urb. & Ekman miêu tả khoa học đầu tiên năm 1928.